# زوال عقل زودرس

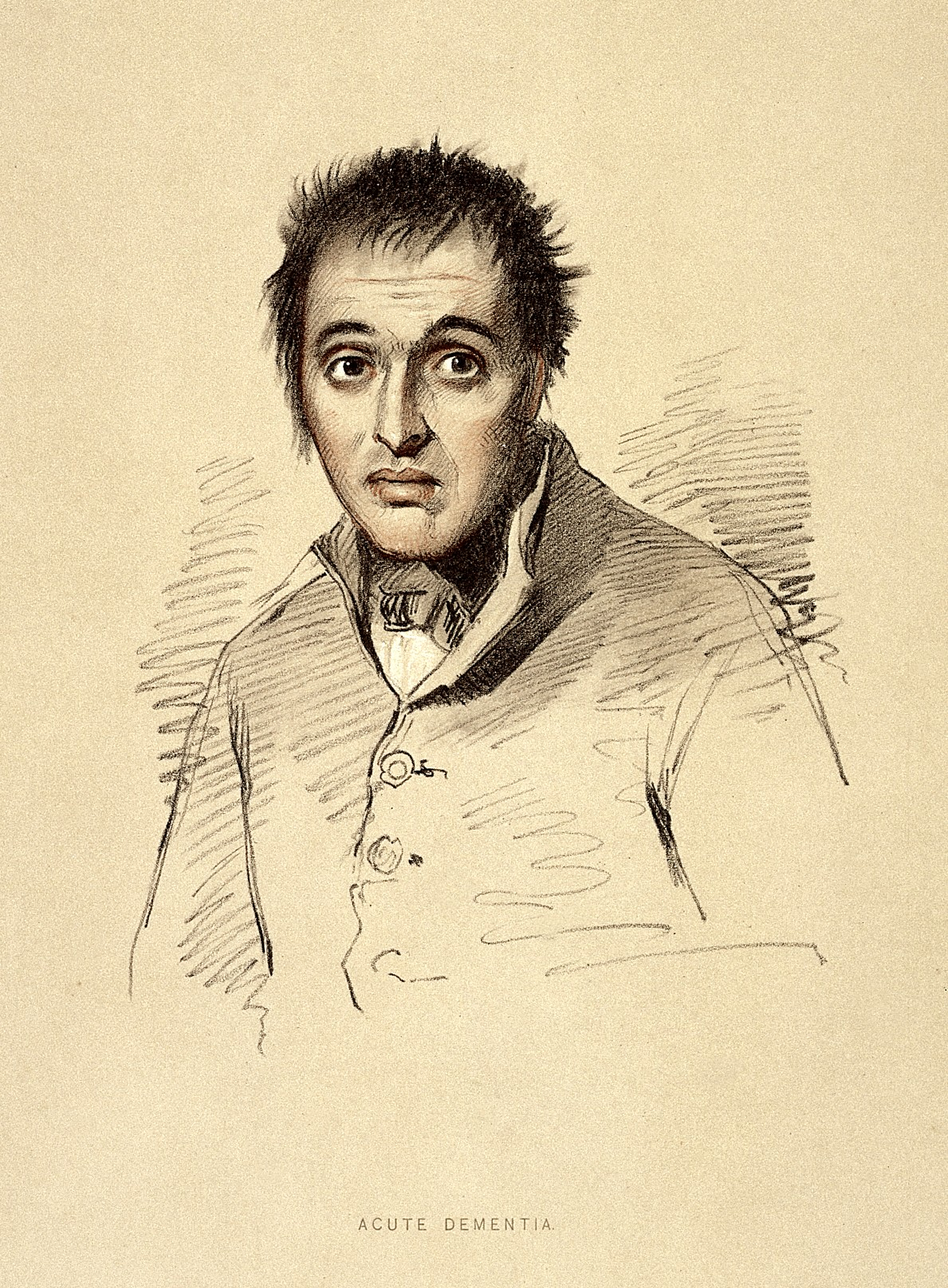
سنگ‌نگاری مردی که مبتلا به «زوال عقل حاد» تشخیص داده شده است. (۱۸۹۲)

زوال عقل زودرس (انگلیسی: Early onset dementia) یا زوال عقل با شروع در سن کم، به نوعی از زوال عقل اطلاق می‌شود که علائم آن پیش از ۶۵ سالگی آغاز می‌شود. دمانس زودهنگام یک اصطلاح کلی است که مجموعه‌ای از اختلالات با کاهش پیشرونده عملکرد شناختی را در بر می‌گیرد، به‌ویژه در حوزه‌هایی مانند کارکردهای اجرایی، یادگیری، زبان، حافظه یا رفتار.
این وضعیت ممکن است به دلایل گوناگونی مانند فرایندهای تحلیل‌برنده (دژنراتیو)، خودایمنی یا عفونت‌های مختلف رخ دهد. شایع‌ترین نوع زوال عقل زودرس، بیماری آلزایمر زودرس است و پس از آن، زوال عقل پیشانی گیجگاهی و زوال عقل عروقی در رتبه‌های بعدی قرار دارند. بیماری آلزایمر حدود ۴۰ تا ۵۰ درصد از موارد را شامل می‌شود. انواع کمتر شایع زوال عقل زودرس شامل زوال عقل اجسام لویی، زوال عقل بیماری پارکینسون، بیماری هانتینگتون، بیماری کروتزفلد جاکوب، ام‌اس، زوال عقل ناشی از مصرف الکل و سایر ناهنجاری‌ها می‌شود. همچنین، برخی بیماری‌های تحلیل‌برنده عصبی در کودکان مانند ناهنجاری‌های میتوکندری، بیماری‌های ذخیره‌ای لیزوزومی، و لکودیستروفی‌ها نیز می‌توانند خود را به‌صورت زوال عقل زودرس نشان دهند.
زوال عقل زودرس یک مسئله مهم در حوزه سلامت عمومی به‌شمار می‌رود، زیرا تعداد افراد مبتلا به این نوع زوال عقل در سراسر جهان رو به افزایش است.

## طبقه‌بندی
برای رفع سردرگمی رایجی که در مکالمات روزمره میان «زوال عقل» و «بیماری آلزایمر» وجود دارد، باید گفت که زوال عقل یک سندرم است که مؤلفه‌های اصلی آن شامل کاهش حافظه و اختلال شناختی است و توانایی فرد را برای انجام فعالیت‌های روزمره تحت تأثیر قرار می‌دهد؛ در حالی که بیماری آلزایمر شایع‌ترین علت زوال عقل به‌شمار می‌رود.
برای توصیف زوال عقل زودرس، اصطلاحات گوناگونی به کار می‌رود. واژه‌هایی مانند دمانس با شروع در سن کم (young onset dementia) به‌منظور تمایز قائل شدن بین زوال عقلی که در افراد زیر ۶۵ سال (زودرس) و زیر ۴۵ سال (شروع در سن کم) رخ می‌دهد، ابداع شده‌اند.
از نظر طبقه‌بندی، زوال عقل زودرس به دو نوع اصلی تقسیم می‌شود:
- زوال عقل پیش‌سالمندی (Presenile dementia): این نوع معمولاً برای ناهنجاری‌هایی به کار می‌رود که ناشی از تحلیل لوب‌های پیشانی-گیجگاهی، فلج فوق‌هسته‌ای پیشرونده و تحلیل رفتن قشری‌پایه‌ای هستند. اغلب این موارد در افراد زیر ۶۵ سال اتفاق می‌افتد.
- زوال عقل سالمندی با شروع زودرس (Senile dementia with early onset): این دسته شامل مواردی از زوال عقل ناشی از بیماری آلزایمر و زوال عقل عروقی است که به‌طور معمول در افراد بالای ۶۵ سال دیده می‌شود، اما گاهی می‌تواند پیش از این سن نیز بروز یابد.[۶]

نکته مهم این است که بیماری آلزایمر به‌مراتب شایع‌تر از سایر علل زوال عقل است و به همین دلیل، هم در افراد بالای ۶۵ سال و هم در افراد بین ۵۰ تا ۶۵ سال، شایع‌ترین علت زوال عقل محسوب می‌شود.

## علائم و نشانه‌ها
در مقایسه با زوال با شروع در سنین بالا، افراد مبتلا به زوال عقل زودرس بیشتر احتمال دارد به انواعی از زوال عقل غیر از بیماری آلزایمر دچار باشند، هرچند که آلزایمر همچنان شایع‌ترین علت در هر دو گروه محسوب می‌شود.
به طور کلی، زوال عقل زودرس، سیر پیشرونده و سریع‌تری دارد و معمولاً با آسیب‌های عصبی گسترده‌تری همراه است. علائم اولیه اغلب شامل تغییرات رفتاری، افسردگی یا روان‌پریشی (سایکوز) هستند که سپس به نقص‌های شناختی آشکار تبدیل می‌شوند. یک فرضیه مطرح شده این است که به دلیل ذخیره شناختی کمتر در زوال عقل دیررس، میزان آسیب‌های پاتولوژیک مشابه در این افراد ممکن است عوارض بالینی کمتری ایجاد کند، در حالی‌که در زوال عقل زودرس این آسیب‌ها سریع‌تر بروز می‌یابند.
تحقیقات نشان داده‌اند که ناحیه‌های شناختی درگیر نیز بین دمانس زوال عقل زودرس و دیررس تفاوت دارند. از نظر علائم رفتاری، زوال عقل زودرس بیشتر با اختلال در تمرکز و توجه همراه است، اما کمتر باعث سردرگمی، توهم، هذیان، بی‌قراری یا بی‌بندوباری رفتاری می‌شود. از نظر علائم حرکتی، زوال عقل زودرس در مقایسه با دمانس دیررسِ کمتر روی «سیالی کلامی» یا «روان‌زبانی» (verbal fluency) و عملکرد اجرایی حرکتی تأثیر می‌گذارد.
علل زوال عقل زودرس
زوال عقل زودرس می‌تواند به دلایل مختلفی ایجاد شود. علل اصلی آن عبارت‌اند از:
1. بیماری آلزایمر
2. زوال عقل عروقی
3. زوال عقل پیشانی گیجگاهی

همچنین، زوال عقل زودرس ممکن است ناشی از بیماری‌های تحلیل‌برنده عصبی دوران کودکی باشد که در سنین بالاتر ادامه می‌یابند یا آشکار می‌شوند. این بیماری‌ها مانند اختلالات میتوکندریایی یا بیماری‌های ذخیره‌ای لیزوزومی هستند و در افراد زیر ۳۵ سال از شایع‌ترین علل زوال عقل به‌شمار می‌روند.
در برخی موارد، زوال عقل زودرس ممکن است قابل برگشت باشد و در اثر عواملی مانند بیماری‌های التهابی (مانند ام‌اس یا سارکوئیدوز عصبی)، عفونت‌ها یا سموم ایجاد شود.

### عوامل خطر
عوامل خطر رایج برای زوال عقل زودرس مانند دیابت، فشار خون بالا و چاقی در زوال عقل زودرس نیز به‌عنوان عوامل خطر مؤثر شناسایی شده‌اند. اخیراً مشخص شده است که برخی بیماری‌های مزمن دیگر نیز با زوال عقل زودرس ارتباط دارند، از جمله بیماری‌های قلبی‌عروقی، بیماری‌های تنفسی و بیماری‌های گوارشی. وجود یک یا چند بیماری مزمن در یک فرد، احتمال بروز زوال عقل زودرس را بیشتر از دمانس دیررس افزایش می‌دهد. همچنین، پایین بودن وضعیت اجتماعی-اقتصادی رابطه قوی‌تری با زوال عقل زودرس نسبت به زوال عقل دیررس دارد. از طرفی، سابقه خانوادگی به‌ویژه در موارد بیماری آلزایمر با شروع زودهنگام، می‌تواند نقش مهمی به‌عنوان عامل خطر ایفا کند. از نظر جنسیت نیز زنان بیشتر در معرض ابتلا به بیماری آلزایمر هستند در حالی‌که در مردان زوال عقل عروقی شایع‌تر است. مطالعات نشان داده‌اند که مردان کمتر از زنان به بیماری آلزایمر مبتلا می‌شوند.

## سیر بیماری و پیش‌آگهی
برآورد نرخ بقا در زوال عقل زودرس برای پیش‌بینی روند بیماری، مدیریت و درمان اهمیت زیادی دارد. به‌طور کلی، شروع بیماری در سنین پایین‌تر با پیش‌آگهی بهتر همراه است. میانگین زمان بقا پس از تشخیص، برای مردان و زنان تقریباً ۶ تا ۱۰ سال است، البته این عدد بسته به نوع زوال عقل متغیر است. شایع‌ترین علت مرگ در بیماران مبتلا به زوال عقل زودرس، بیماری‌های تنفسی مانند سینه‌پهلو (پنومونی) است. سایر علل شامل بیماری‌های قلبی‌عروقی و درگیری‌های عروقی مغز (سکته‌های مغزی) هستند.

## همه‌گیرشناسی
زوال عقل زودرس کمتر از زوال عقل دیررس شایع است و تقریباً ۱۰٪ از کل موارد زوال عقل در سطح جهان را تشکیل می‌دهد.
بر اساس مطالعات جدید:
- حدود ۳٫۵۵ میلیون نفر بین سنین ۳۰ تا ۶۴ سال در سراسر جهان به دمانس زودهنگام مبتلا هستند و انتظار می‌رود این رقم تا سال ۲۰۵۰ سه برابر شود.[۱۴]
- شیوع بیماری حدود ۱۱۹ نفر در هر ۱۰۰٬۰۰۰ نفر جمعیت است.[۵]
- نسبت ابتلا در میان زنان و مردان تقریباً برابر (۱:۱) است و تفاوت معنی‌داری بین گروه‌های قومی از نظر توزیع جنسیتی مشاهده نشده است.[۱۳][۱۱]
- مشابه زوال عقل دیررس، شیوع زوال عقل زودرس با افزایش سن، به‌طور نمایی افزایش می‌یابد و تقریباً هر ۵ سال دو برابر می‌شود.[۱۳]

افزایش مداوم شیوع با افزایش سن، به‌ویژه در دو نوع زیر بارزتر است: (۱) آلزایمر نوع فراموشی‌زا (۲) نوعِ رفتاریِ زوال عقل پیشانی گیجگاهی. این دو، شایع‌ترین زیرگونه‌های علل اصلی زوال عقل زودرس هستند و نقش مهمی در روند افزایش شیوع دارند.

## پژوهش‌ها
پژوهش‌های اخیر بر گروه‌های سنی مختلف دمانس و چگونگی تفاوت آن‌ها با یکدیگر تمرکز کرده‌اند. مطالعات نشان داده‌اند که تنوع بیشتری در میان افراد جوان مبتلا به دمانس نسبت به بیماران مسن‌تر وجود دارد. شواهدی در مورد علل بیماری آلزایمر در مغز افراد جوان یافت شده است که می‌تواند منجر به انواع فنوتیپی متفاوت در مقایسه با افراد مسن شود. این موضوع توضیح می‌دهد که چرا افراد جوان مبتلا به بیماری آلزایمر آگاهی بیشتری نسبت به افراد مسن دارند.